# Кузьменко Петро Павлович (фізик)
Петро́ Па́влович Кузьме́нко (10 травня 1923, Старий Биків Бобровицького району, Чернігівська область — 6 листопада 1998) — український фізик, 1963 — доктор фізико-математичних наук, 1964 — професор, заслужений діяч науки УРСР, 1983 — лауреат Державної премії УРСР «За цикл робіт по електропереносу в рідких металах». Є автором праць щодо електропереносу, термопереносу у твердих і рідких металах, атомного й спінового впорядкування.

## Життєпис
1939 року поступив на фізико-математичний факультет Київського національного університету імені Тараса Шевченка.
З липня 1941 року — командир відділення 34-ї стрілецької дивізії.
Весною 1942 тяжко поранений; в госпіталі дізнався, що батьків і брата з односельцями знищили нацисти.
З 1943 року командує взводом 2-ї повітряно-десантної гвардійської дивізії — на Сталінградському фронті.
Нагороджений орденами «Червоної зірки», «Вітчизняної війни 2-го ступеня», «Знак пошани», медаллю «За перемогу над Німеччиною», іншими медалями та почесними грамотами.
Після демобілізації рік працює головою колгоспу.
1948 року відновлюється на фізичному факультеті Київського національного університету. Навчався у професора Герцрікена С. Д..
1952 року захистив кандидатську дисертацію.
1953 року започатковує науковий напрямок і школу «Електроперенос, термоперенос і дифузія у твердих і рідких металах».
1954 року — доцент.
Під його керівництвом захистили 22 кандидатських і 5 докторських дисертацій.
В 1961—1988 роках керував кафедрою Фізики металів фізичного факультету Київського національного університету ім. Т. Г. Шевченка.
Опубліковано 210 його наукових статей, з них 5 монографій.
Серед них:
- « Електроперенос, термоперенос і дифузія в металах» — Київ, «Вища школа», 1983,
- «Зв'язок між електронною структурою атомів, кристалічною структурою і магнітними властивостями в металах» — «Наукова думка», Київ 1995, (співавтором був Макара В. А.).

З учнями відкрив явища руху йонів в металах — під тиском електронного чи діркового потоків («електронний вітер» та «дірковий вітер») — явища визнані відкриттями. Є співавтором «Російсько-українського фізичного словника» — 1959, перевиданий 1990.
Похований у Києві на цвинтарі біля Совських Ставків.